# Passage Chaussin
Le passage Chaussin est une voie située dans le 12e arrondissement de Paris, en France.

## Situation et accès
Le passage Chaussin est accessible à proximité par la ligne de métro 8 à la station Michel Bizot et 6 à la station Bel-Air.

## Origine du nom
Ce passage porte le nom de M. Chaussin, propriétaire du terrain attenant lors de la percée de la voie.

## Historique
La voie est ouverte sous sa dénomination actuelle en 1884.
Le 15 juin 1918, durant la Première Guerre mondiale, le no 12 passage Chaussin est touché lors d'un raid effectué par des avions allemands.